# Gaudibert (cràter)

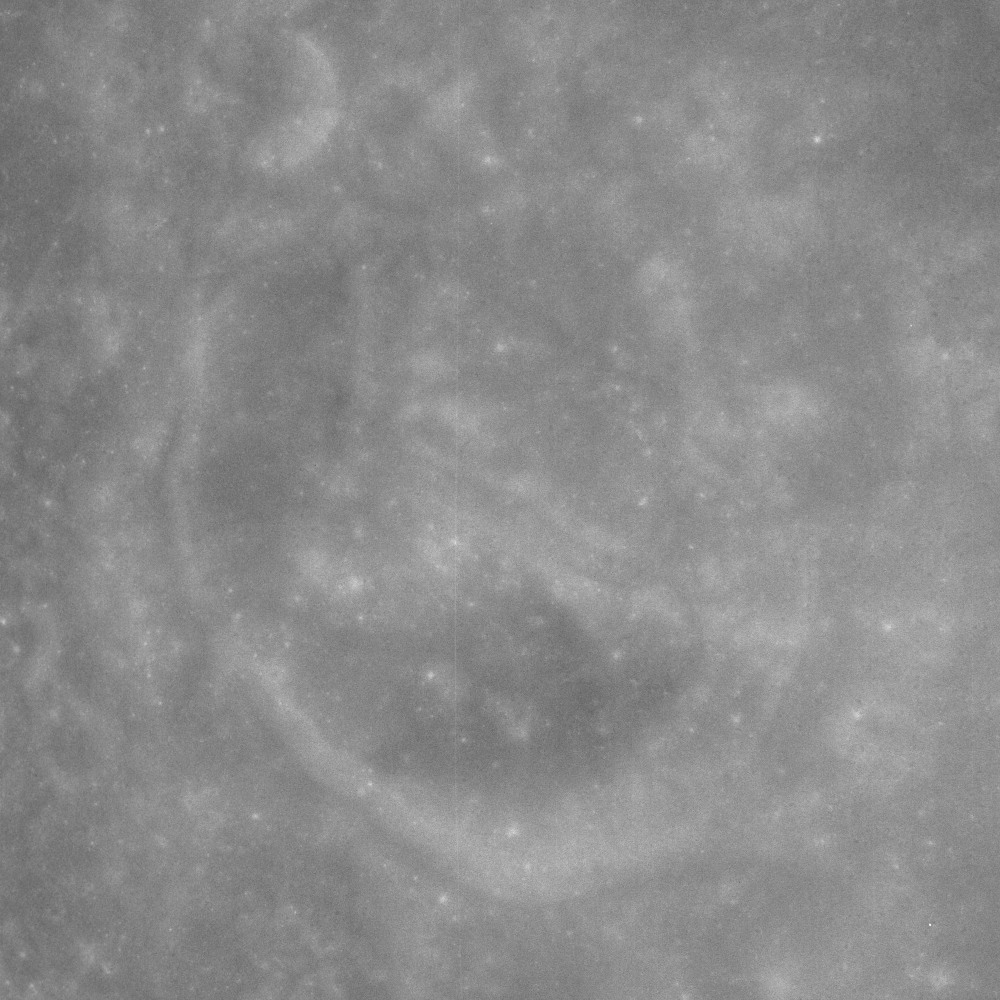
Fotografia de la missió Apol·lo 12

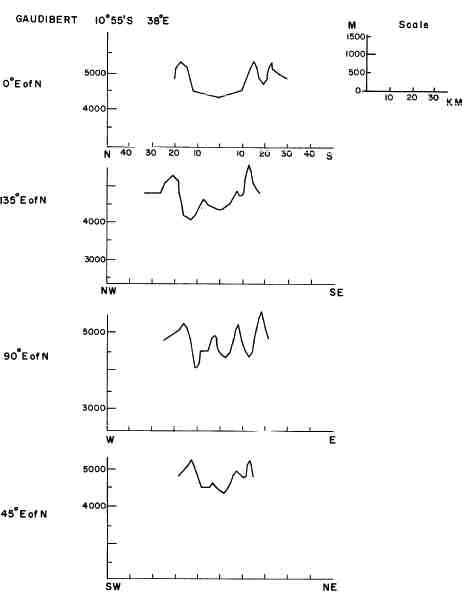
Perfils transversals de Gaudibert

Gaudibert és un cràter d'impacte que es troba en el bord nord-est de la Mare Nectaris, en la part oriental de la cara visible de la Lluna. Just a l'est apareix la cadena muntanyenca Montes Pyrenaeus. Al nord-est, més enllà de les muntanyes, es troba el cràter Gutenberg. Al nord-oest de Gaudibert apareix la parella de cràters formada per Isidor i Capel·la.
Aquest cràter té un brocal baix i un interior irregular que fa que sigui una formació relativament poc visible. La vora és més o menys circular, però una mica irregular en el seu contorn. El sòl interior presenta diverses serralades que divideixen l'interior en diversos pics i valls de menor importància. Un parell de petits cràters en forma de bol estan units a l'extrem sud de la vora del cràter.
Al sud de Gaudibert apareix una formació de diversos cràters palimpsestos, sent els més notables Gaudibert A i B. Per la seva situació, es veuen millor quan el sol està en un angle baix, la qual cosa resulta en un major contrast a causa de l'efecte de les ombres llançades.

## Cràters satèl·lit
Per convenció aquests elements són identificats en els mapes lunars posant la lletra en el costat del punt central del cràter que està més prop de Gaudibert.
|           | \| Gaudibert \| Coordenades \| Diàmetre \| \| --------- \| ------------------------------------ \| -------- \| \| A \| 12° 12′ S, 37° 54′ E / 12.2°S,37.9°E \| 21 km \| \| B \| 12° 18′ S, 38° 30′ E / 12.3°S,38.5°E \| 21 km \| \| C \| 11° 30′ S, 37° 48′ E / 11.5°S,37.8°E \| 9 km \| \| D \| 10° 30′ S, 36° 18′ E / 10.5°S,36.3°E \| 5 km \| \| H \| 13° 48′ S, 36° 42′ E / 13.8°S,36.7°E \| 11 km \| \| J \| 11° 06′ S, 39° 06′ E / 11.1°S,39.1°E \| 10 km \| |          |
| Gaudibert | Coordenades | Diàmetre |
| A         | 12° 12′ S, 37° 54′ E / 12.2°S,37.9°E | 21 km    |
| B         | 12° 18′ S, 38° 30′ E / 12.3°S,38.5°E | 21 km    |
| C         | 11° 30′ S, 37° 48′ E / 11.5°S,37.8°E | 9 km     |
| D         | 10° 30′ S, 36° 18′ E / 10.5°S,36.3°E | 5 km     |
| H         | 13° 48′ S, 36° 42′ E / 13.8°S,36.7°E | 11 km    |
| J         | 11° 06′ S, 39° 06′ E / 11.1°S,39.1°E | 10 km    |